# نادي ليغوريا
نادي ليغوريا (بالإيطالية: Associazione Calcio Liguria)‏، نادي كرة قدم إيطالي يقع في مدينة جنوى في إيطاليا، تأسس عام 1930. ثم تم حل النادي في 1945. فاندمج مع نادي سامبيردارينيزي ليكونا نادي سامبدوريا.